# Saundersia
Saundersia es un género con dos especies de orquídeas. Es originario de Brasil.

## Descripción
Presenta pseudobulbo regordete y corto, monofoliado, más o menos del mismo diámetro de la hoja, al principio cubiertos por cerca de cuatro vainas  muy justas, que llegan a cubrir una parte del pecíolo. La hoja es carnosa, oscura, más o menos oblonga o ligeramente lanceolada,  plana y horizontal. La inflorescencia es colgante, racemosa con flores tricomatosas, agrupadas en el extremo, y a continuación, con  flores más espaciados, con brácteas membranosas pequeñas o grandes.
Las flores son pequeñas, con sépalos y pétalos parecidos, algo cubierto por brácteas florales y ligeramente abiertas, de color blanco o amarillo-verdoso, con manchas de color rosa o marrón. El labio es de color blanco, muy largo, siendo el único segmento de la flor visible y protagónica, con el final del disco bilobulado y dos engrosamientos longitudinales o callo en el disco. La columna es corta, con la cavidad estigmática amplia y profunda, rodeada de pequeñas aurículas y antera terminal.

## Distribución
Saundersia consta de sólo dos especies muy interesantes y muy diferentes entre sí, similares a Trichocentrum y a Oncidium sección Pulvinata, son epífitas de crecimiento cespitoso. Se encuentran en el sudeste de Brasil donde aparecen en los bosques húmedos, sino también en el bosque seco, cerca de la tierra en los troncos de árboles en lugares con sombra moderada.

## Evolución, filogenia y taxonomía
Fue propuesto por Rchb.f. en Rep. Proc. Int Hort. Exhib. Bot. Congr. Londres 120 en el año 1866. Saunders mirabilis Rchb.f. es su especie tipo.

## Especies
- Saundersia mirabilis Rchb.f. (1866)
- Saundersia paniculata Brade (1941)